# Cascate di Sos Molinos
Le cascate di Sos Molinos, note anche come S'Istrampu de Sos Molinos, sono cascate naturali della Sardegna situate lungo la SP 15, nel comune di Santu Lussurgiu al confine con Bonarcado, nella regione storica del Montiferru, in provincia di Oristano.

## Descrizione
Immerse nella natura, queste cascate si sono formate dal Rio Sos Molinos e si trovano a 443 m s.l.m. a monte e 413 metri a valle. L'acqua precipita per 30 metri compiendo 5 salti differenti, l'ultimo salto è di circa 15 metri ed è il più alto.
In prossimità delle cascate sono accessibili i resti delle strutture che ospitavano mulini e gualchiere.
Le cascate sono precedute a monte da laghetti naturali chiamati Foios e la cascata si getta in un laghetto artificiale ottenuto sbarrando il corso pochi metri più a valle.